# Peanut Butter
A Peanut Butter című dal az amerikai Gwen Guthrie első kimásolt kislemeze a Portrait című stúdióalbumról. A dal az amerikai R&B - Hip-Hop kislemezlista 83. helyéig jutott.

## Megjelenések
12"  Island Records – 600.849
- A	Peanut Butter	4:42
- B	You're The One	5:01

## Feldolgozások
Az alábbi dalokban használták fel az eredeti dal hangmintáit 
- 1990 808 State - Ancodia (Utd. State 90 Album Version)
- 1991 N-Joi - Anthem
- 1992 The D.A.T Project - C'Mon Sweat
- 1992 DMS - Love Overdose (Remix)
- 1993 Arkanoid - Get A Super!!! (Electric Choc Remix)
- 1995 Sons Of Aliens - In Love With You
- 2012 Finnebassen - I'm In Love With You
- 2013 Samir Maslo - I'm In Love With You
- 2014 T.Williams and Shadow Child - Want You To
- 2014 Grum - In Love
- 2014 Sons Of Maria - With You
- 2015 Alan Fritzpatrik - Love Siren
- 2017 Meatbingo - Escape From South Shore

## Slágerlista
| 1983 | Peanut Butter | - | 83 | - |